# 伍洪
伍洪（？—？），字伯宏，江西吉安路安福縣人，明朝政治人物。

## 生平
伍洪是洪武四年（1371年）辛亥科進士。授績溪縣主簿，升上元縣知縣。丁父憂，服闋，以母親年老而不再出仕，把資產都分給兄弟，而獨自隱居贍養母親。當時有異母弟獲罪潛逃，使者欲抓捕其母，伍洪願代罪。其母曰：“你若前去，必死無疑，還不如讓我去承擔。”伍洪說：“豈有兒子在而連累母親的？”於是自己前往，死於市。事見《明史·孝義傳》中。孫伍冕。